# Mark Phillips
Mark Anthony Peter Phillips (Cirencester, 22 settembre 1948) è un cavaliere ed ex atleta britannico, vincitore della medaglia d'oro nel concorso completo a squadre alle Olimpiadi di Monaco 1972, nonché primo marito della principessa Anna del Regno Unito.

## Biografia
I suoi genitori erano il maggiore Peter William Garside Phillips, morto nel settembre 1998, e Anne Patricia Phillips, morta nel luglio 1988. 
Fu istruito a Stouts Hill e al Marlbrough College, dopodiché entrò alla Royal Military Academy Sandhurst. In quest'ultimo atto volle seguire l'esempio di suo nonno materno, John Gerhard Edward Tiarks, che combatté la prima e la seconda guerra mondiale riuscendo a raggiungere il grado di generale di brigata e svolgendo il ruolo di aiutante di campo di re Giorgio VI dal 1947 al 1950.

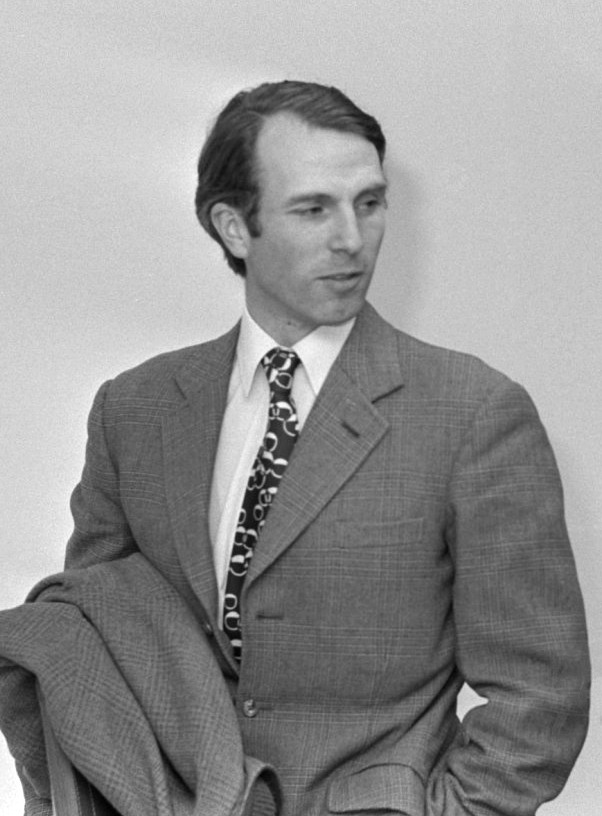
Mark Phillips in una fotografia del 1977

### Carriera militare
Una volta congedatosi dall'accademia militare, Phillips fu assunto fra le guardie reali nel 1969. Dopo il periodo richiesto, venne promosso al rango di tenente nel gennaio del 1971. Nel gennaio del 1974, venne nominato aiutante di campo della regina Elisabetta II.
Phillips venne promosso capitano nel luglio del 1975, e si ritirò definitivamente dal servizio attivo nell'esercito il 30 marzo 1978. Continuò comunque ad anteporre il proprio grado al proprio nome e cognome, malgrado il regolamento non lo consentisse a parte rare eccezioni.

### Carriera olimpica
Fu un membro del team britannico nel 1972 a Monaco, dove si svolsero le Olimpiadi di quell'anno, e vinse una medaglia d'oro. Vinse inoltre la Badminton Horse Trials nel 1971, 1972, 1974 e nel 1981. Fu grazie alla sua attività equestre che conobbe la futura moglie Anna, l'unica figlia femmina dei passati monarchi, la regina Elisabetta del Regno Unito e il Principe Filippo, duca di Edimburgo. 

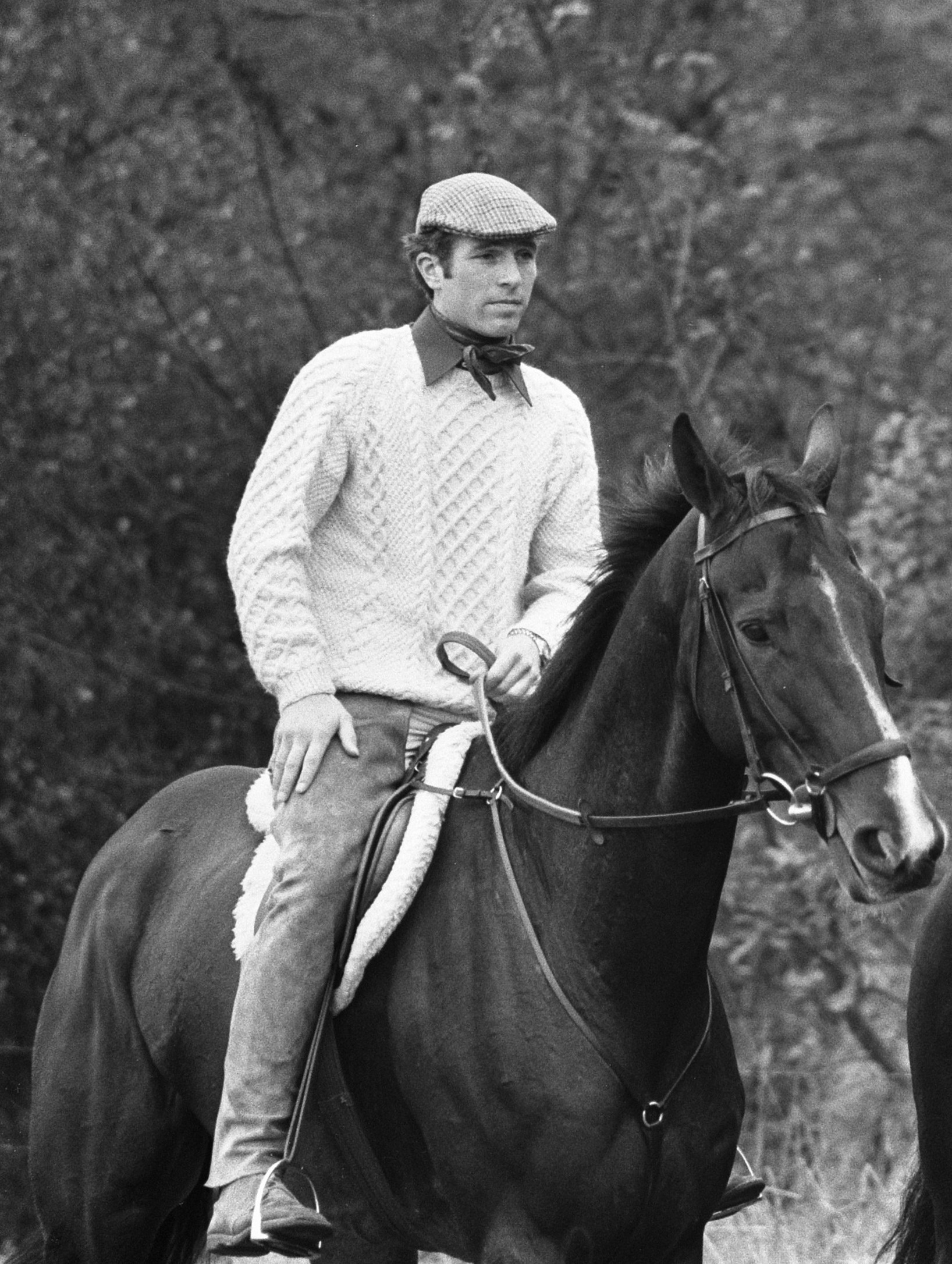
Mark Phillips nel 1973

Giornalista regolare per l'Horse & Hound magazine, anche se la sua carriera sportiva è oggi terminata, continua ad essere una figura influente nell'ambito equestre.

### Vita privata
Il capitano Phillips è maggiormente noto per essere stato il consorte della principessa reale Anna. Sposatisi il 14 novembre 1973 nell'Abbazia di Westminster, ebbero due figli:
- Peter Mark Andrew Phillips, nato nel 1977;
- Zara Anne Elizabeth Phillips, nata nel 1981.

Nell'agosto 1985 divenne padre di una bambina chiamata Felicity, nata da una relazione extraconiugale con una insegnante d'arte neozelandese, Heather Tonkin. Il test del DNA effettuato nel 1991 ne confermò la paternità.
Nel 1992 si separò legalmente con un divorzio dalla consorte, la principessa reale Anna.
Il 1º febbraio 1997 celebrò le seconde nozze con la amazzone americana di dressage Sandy Pflueger, dalla quale il 2 ottobre 1997 ha avuto una figlia chiamata Stephanie.

## Albero genealogico
|                                |                     |                               | Genitori                      |  |  | Nonni |  |  | Bisnonni                 |  |  | Trisnonni     |  |
|                                |                     |                               |                               |  |  |       |  |  | William Garside Phillips |  |  | John Phillips |  |
|                                |                     |                               |                               |  |  |       |  |  | William Garside Phillips |  |  | John Phillips |  |
|                                |                     | Eliza Wilde                   |                               |  |  |       |  |  | William Garside Phillips |  |  |               |  |
| Joseph Herbert Phillips        |                     |                               |                               |  |  |       |  |  | William Garside Phillips |  |  |               |  |
|                                |                     | Emma Grundy                   | William Grundy                |  |  |       |  |  |                          |  |  |               |  |
|                                |                     | Emma Grundy                   | William Grundy                |  |  |       |  |  |                          |  |  |               |  |
|                                |                     | Emma Grundy                   | Sarah Wrigley                 |  |  |       |  |  |                          |  |  |               |  |
| Peter William Garside Phillips |                     | Emma Grundy                   |                               |  |  |       |  |  |                          |  |  |               |  |
|                                |                     | William Henry Land            | William Charles Land          |  |  |       |  |  |                          |  |  |               |  |
|                                |                     | William Henry Land            | William Charles Land          |  |  |       |  |  |                          |  |  |               |  |
|                                |                     | William Henry Land            | Mary Winteringham             |  |  |       |  |  |                          |  |  |               |  |
| Dorothea Mary Land             |                     | William Henry Land            |                               |  |  |       |  |  |                          |  |  |               |  |
|                                |                     | Kate Eliza Moore              | Frank Moore                   |  |  |       |  |  |                          |  |  |               |  |
|                                |                     | Kate Eliza Moore              | Frank Moore                   |  |  |       |  |  |                          |  |  |               |  |
|                                |                     | Kate Eliza Moore              | Anne Midforth                 |  |  |       |  |  |                          |  |  |               |  |
| Mark Anthony Phillips          |                     | Kate Eliza Moore              |                               |  |  |       |  |  |                          |  |  |               |  |
|                                | John Gerhard Tiarks | Rev. Johann Tiarks            |                               |  |  |       |  |  |                          |  |  |               |  |
|                                | John Gerhard Tiarks | Rev. Johann Tiarks            |                               |  |  |       |  |  |                          |  |  |               |  |
|                                | John Gerhard Tiarks | Anne Condron                  |                               |  |  |       |  |  |                          |  |  |               |  |
| John Gerhard Edward Tiarks     | John Gerhard Tiarks |                               |                               |  |  |       |  |  |                          |  |  |               |  |
|                                |                     | Ada Constance Helen Harington | Rev. Edward Templer Harington |  |  |       |  |  |                          |  |  |               |  |
|                                |                     | Ada Constance Helen Harington | Rev. Edward Templer Harington |  |  |       |  |  |                          |  |  |               |  |
|                                |                     | Ada Constance Helen Harington | Ada Drew                      |  |  |       |  |  |                          |  |  |               |  |
| Anne Patricia Tiarks           |                     | Ada Constance Helen Harington |                               |  |  |       |  |  |                          |  |  |               |  |
|                                |                     | Percy Roland Cripps           | Richard Cripps                |  |  |       |  |  |                          |  |  |               |  |
|                                |                     | Percy Roland Cripps           | Richard Cripps                |  |  |       |  |  |                          |  |  |               |  |
|                                |                     | Percy Roland Cripps           | Mary Stokes                   |  |  |       |  |  |                          |  |  |               |  |
| Evelyn Florence Cripps         |                     | Percy Roland Cripps           |                               |  |  |       |  |  |                          |  |  |               |  |
|                                |                     | Mary Howard Tripp             | Rev. Henry Tripp              |  |  |       |  |  |                          |  |  |               |  |
|                                |                     | Mary Howard Tripp             | Rev. Henry Tripp              |  |  |       |  |  |                          |  |  |               |  |
|                                |                     | Mary Howard Tripp             | Anne Gould                    |  |  |       |  |  |                          |  |  |               |  |
|                                |                     | Mary Howard Tripp             |                               |  |  |       |  |  |                          |  |  |               |  |

## Onorificenze

### Nomine militari
- luglio 1969 - gennaio 1971: sottotenente delle Queen's Dragoon Guards.
- gennaio 1971 - gennaio 1974: tenente delle Queen's Dragoon Guards.
- 1 febbraio 1974 - oggi: aiutante di campo della regina Elisabetta II.
- luglio 1975 - 30 marzo 1978: capitano delle Queen's Dragoon Guards.